# Emam Hosseiyn
Emam Hosseiyn est un quartier du centre-ville de Téhéran, capitale de l’Iran.